# Charlottesville
Charlottesville je město v americkém státě Virginie, které je správním centrem okresu Albemarle. V roce 2016 mělo 49 071 obyvatel. Pokud se k městu přičte metropolitní oblast ležící v tomto okrese, stoupne počet obyvatel města na 229 304 obyvatel. Město je pojmenované po britské královně Šarlotě Meklenbursko-Střelické, manželce Jiřího III.
Ve městě žili američtí prezidenti Thomas Jefferson, James Monroe a James Madison. Jefferson a Monroe žili ve městě v době, kdy vykonávali funkci guvernéra státu Virginie.
University of Virginia založena Thomasem Jeffersonem v roce 1819 leží na jihozápadě města a je spolu s Jeffersonovou plantáží Monticello součástí světového dědictví UNESCO.

## Partnerská města
- Besançon, Francie
- Pleven, Bulharsko
- Poggio a Caiano, Itálie
- Winneba, Ghana